# Heteroxenia minuta
Heteroxenia minuta is een zachte koraalsoort uit de familie Xeniidae. De koraalsoort komt uit het geslacht Heteroxenia. Heteroxenia minuta werd in 1933 voor het eerst wetenschappelijk beschreven door Roxas. 